# Diana (affresco)
La Diana è un affresco proveniente da Villa Arianna, rinvenuto durante gli scavi archeologici dell'antica città di Stabiae, l'odierna Castellammare di Stabia e conservato al museo archeologico nazionale di Napoli.

## Storia e descrizione
Decorazione di un pannello di una parete in un cubicolo di Villa Arianna, nello stesso dove erano presenti anche gli affreschi di Flora, Medea e Leda, il dipinto di Diana risale al I secolo e fu ritrovato a seguito degli scavi archeologici promossi dalla dinastia borbonica nel 1759, per riportare alla luce le vestigia dell'antica città romana di Stabia. Il quadretto fu quindi staccato dalla sua collocazione originale, entrando a far parte della collezione d'arte reale ed in seguito trasferito al museo archeologico napoletano, in una sala dove sono conservate numerose pitture provenienti dalla villa stabiana.
In terzo stile, l'affresco si presenta con fondo azzurro sul quale si staglia Diana, mentre tende l'arco: la dea è raffigurata di tre quarti, mentre il volto è di profilo, leggermente inclinato, quasi ad osservare l'azione che sta compiendo. Nonostante abbia chiari riferimenti alla pittura ellenistica, l'affresco somiglia maggiormente alle raffigurazioni di Artemide che venivano fatte sulle ceramiche intorno alla fine del V secolo a.C., ossia con viso dolce e il corpo quasi privo di movimento: le vesti infatti sono immobili e l'unico movimento viene dato dal piede sinistro leggermente alzato.